# Чхвіхий
Чхвіхий (кор. 취희왕 або 질가왕, 吹希王 або 叱嘉王, Chwihui wang або Jilga wang, Ch'wihŭi wang або Chilga wang) — корейський ван, сьомий правитель держави Кимгван Кая періоду Трьох держав.
Син і спадкоємець вана Чваджи. Був одружений з Індіок, дочкою генерала Чинса.